# Liste der Biografien/Mce
Liste der Biografien |
Portal Biografien |
Personensuche
# |
A |
B |
C |
D |
E |
F |
G |
H |
I |
J |
K |
L |
M |
N |
O |
P |
Q |
R |
S |
T |
U |
V |
W |
X |
Y |
Z |
?
 
Ma |
Mb |
Mc |
Md |
Me |
Mf |
Mg |
Mh |
Mi |
Mj |
Mk |
Ml |
Mm |
Mn |
Mo |
Mp |
Mq |
Mr |
Ms |
Mt |
Mu |
Mv |
Mw |
Mx |
My |
Mz
 
Mca |
Mcb |
Mcc |
Mcd |
Mce |
Mcf |
Mcg |
Mch |
Mci |
Mcj |
Mck |
Mcl |
Mcm |
Mcn |
Mco |
Mcp |
Mcq |
Mcr |
Mcs |
Mct |
Mcu |
Mcv |
Mcw
Die Liste der Biografien führt alle Personen auf, die in der deutschsprachigen Wikipedia einen Artikel haben. Dieses ist eine Teilliste mit 107 Einträgen von Personen, deren Namen mit den Buchstaben „Mce“ beginnt.

## Mce

### Mcea
- McEachern, Archie (1873–1902), kanadischer Radrennfahrer
- McEachern, James (1881–1969), US-amerikanischer Hammerwerfer kanadischer Herkunft
- McEachern, Murray (1915–1982), kanadischer Jazz-Posaunist und Altsaxophonist
- McEachern, Peter, US-amerikanischer Jazzmusiker (Posaune, Komposition)
- McEachern, Shawn (* 1969), US-amerikanischer Eishockeyspieler und -trainer
- McEachin, Donald (1961–2022), US-amerikanischer Politiker der Demokratischen Partei
- McEachin, James (1930–2025), US-amerikanischer Schriftsteller und Schauspieler
- McEachran, Ben (1980–2015), australischer Boxer
- McEachran, Evan (* 1997), kanadischer Freestyle-Skier
- McEachran, Josh (* 1993), englischer Fußballspieler

### Mcel
- McElderry, Joe (* 1991), britischer Popsänger
- McEldowney, Nancy (* 1958), US-amerikanische Diplomatin, Botschafterin in Bulgarien
- McElduff, Renee (* 1991), australische Freestyle-Skisportlerin
- McElgunn, Farrell (1932–2020), irischer Politiker (Fianna Fáil), MdEP
- McElhatton, Michael (* 1963), irischer Schauspieler und DrehbuchautorMichael McElhatton (* 1963)

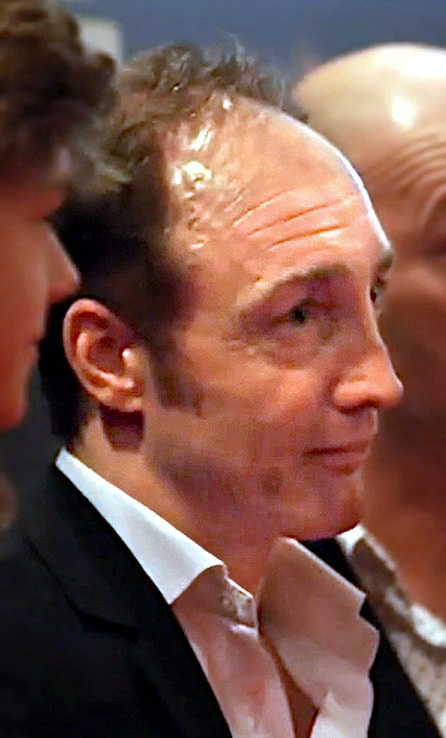
Michael McElhatton (* 1963)

- McElhenney, Marcus (* 1981), US-amerikanischer Ruderer
- McElhenney, Rob (* 1977), US-amerikanischer Schauspieler
- McElhenny, Hugh (1928–2022), US-amerikanischer American-Football-Spieler
- McElheny, Josiah (* 1966), US-amerikanischer Künstler und Bildhauer
- McElhinney, Curtis (* 1983), kanadischer Eishockeytorwart
- McElhinney, Darragh (* 2000), irischer Leichtathlet
- McElhinney, Hayley (* 1974), australische Schauspielerin
- McElhinney, Ian (* 1948), nordirischer Schauspieler
- McElhone, Natascha (* 1971), britische SchauspielerinNatascha McElhone (* 1971)

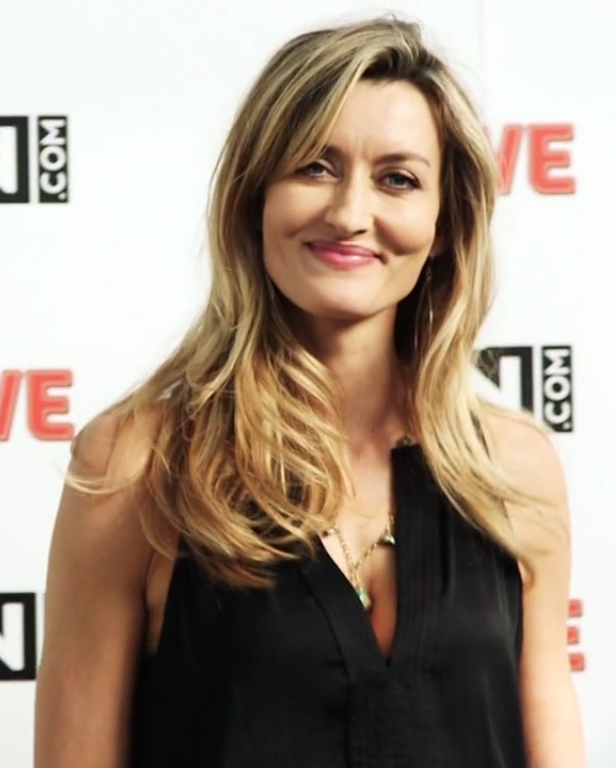
Natascha McElhone (* 1971)

- McEliece, Robert J. (1942–2019), US-amerikanischer Elektroingenieur und Mathematiker
- McElligott, Anthony (* 1955), britischer Historiker
- McElligott, Dominique (* 1986), irische Schauspielerin
- McEllistrim, Thomas junior (1926–2000), irischer Politiker (Fianna Fáil)
- McEllistrim, Thomas senior (1894–1973), irischer Politiker
- McElmury, Audrey (1943–2013), US-amerikanische Radrennfahrerin
- McElrea, Hunter (* 1999), neuseeländischer Automobilrennfahrer
- McElreath, Richard (* 1973), US-amerikanischer Anthropologe
- McElroy, Alan B. (* 1960), US-amerikanischer Drehbuchautor
- McElroy, Immanuel (* 1980), US-amerikanischer Basketballspieler
- McElroy, Lilly (* 1980), amerikanische Fotografin und Aktionskünstlerin
- McElroy, Mark (1906–1981), US-amerikanischer Jurist und Politiker
- McElroy, Mary (1841–1917), jüngere Schwester des amerikanischen Präsidenten Chester A. Arthur und dessen First Lady (1881–1885)
- McElroy, Neil H. (1904–1972), US-amerikanischer Geschäftsmann und Politiker
- McElroy, Robert Walter (* 1954), US-amerikanischer Geistlicher, römisch-katholischer Erzbischof von WashingtonRobert Walter McElroy (* 1954)

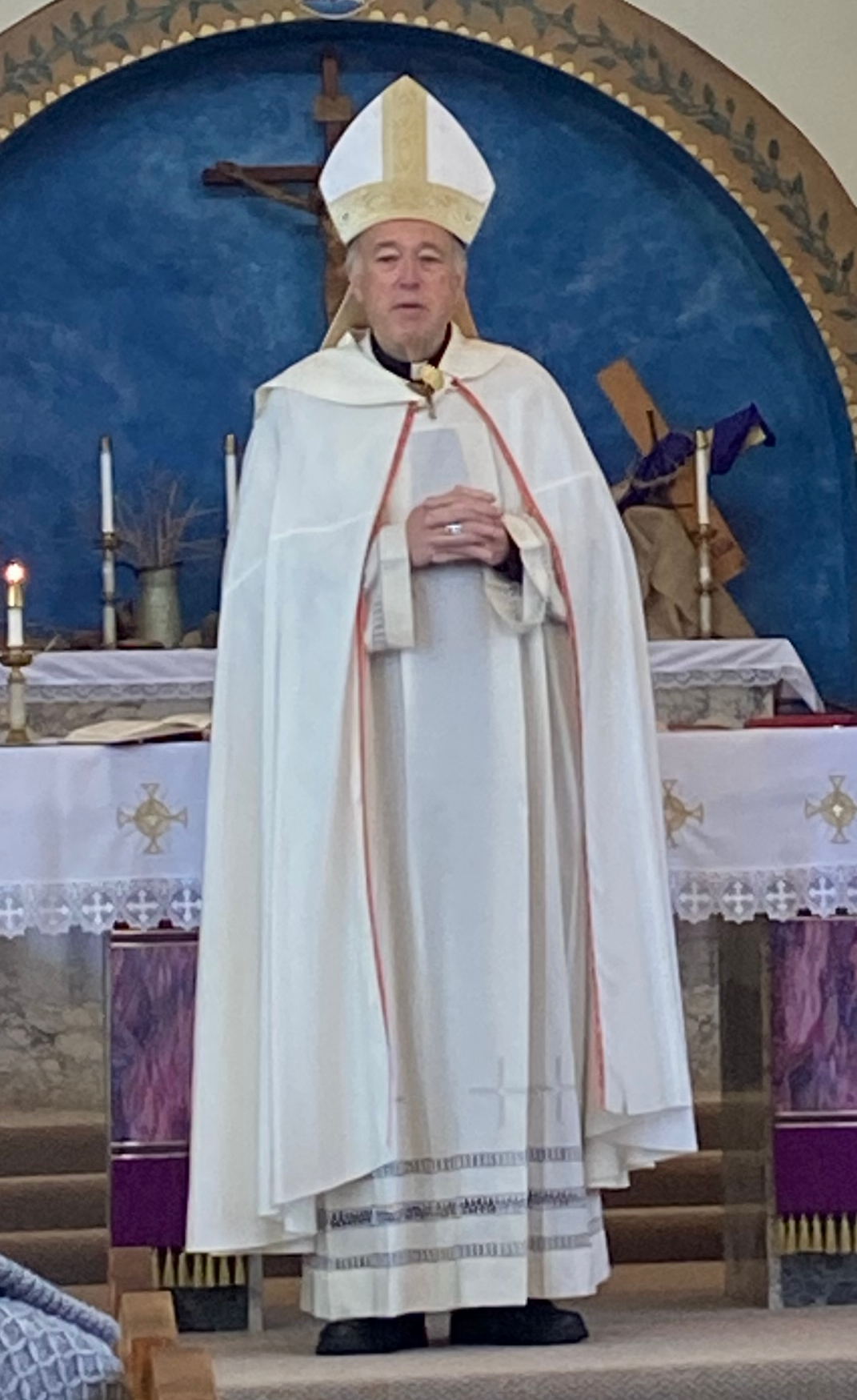
Robert Walter McElroy (* 1954)

- McElroy, Wendy (* 1951), kanadische Schriftstellerin
- McElroy, William D. (1917–1999), US-amerikanischer Biochemiker
- McElvany, Nele (* 1977), deutsche Bildungsforscherin und Hochschullehrerin
- McElvenny, James, australischer Linguist und Historiker
- McElwee, Bob (* 1935), US-amerikanischer Schiedsrichter im American Football
- McElwee, Tom (1957–1981), nordirischer Widerstandskämpfer und Hungerstreikender

### Mcen
- McEnany, Kayleigh (* 1988), US-amerikanische Juristin, Kommentatorin und Moderatorin
- McEneff, Aaron (* 1995), nordirischer Fußballspieler
- McEnery, John (1833–1891), US-amerikanischer Politiker
- McEnery, John (1943–2019), britischer Schauspieler in Theater, Film und Fernsehen
- McEnery, John W. (1925–2021), US-amerikanischer Offizier, Generalleutnant der US-Army
- McEnery, Peter (* 1940), britischer Schauspieler
- McEnery, Samuel D. (1837–1910), US-amerikanischer Politiker und Gouverneur von Louisiana (1881–1888)
- McEnroe, Annie (* 1955), Schauspielerin
- McEnroe, John (* 1959), US-amerikanischer TennisspielerJohn McEnroe (* 1959)

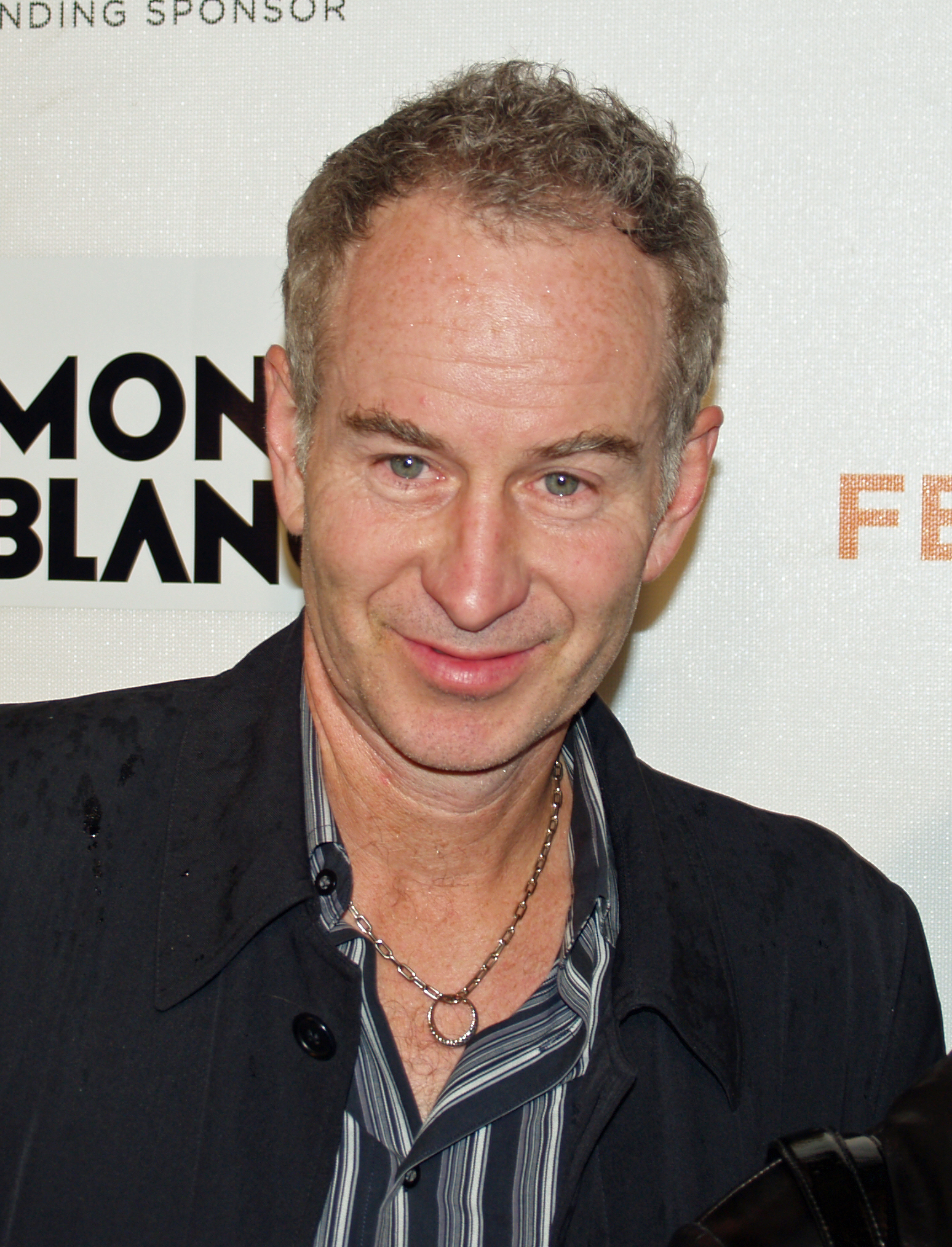
John McEnroe (* 1959)

- McEnroe, Patrick (* 1966), US-amerikanischer Tennisspieler
- McEntarfer, Erika (* 1973), US-amerikanische Wirtschaftswissenschaftlerin
- McEntee, Edward (1906–1981), US-amerikanischer Jurist und Politiker
- McEntee, Helen (* 1986), irische Politikerin
- McEntee, Shane (1956–2012), irischer Politiker
- McEntee, William H. (1857–1917), US-amerikanischer Illustrator
- McEntegart, Bryan Joseph (1893–1968), US-amerikanischer Geistlicher, römisch-katholischer Bischof, Rektor der Catholic University of America
- McEntire, Harry (* 1990), britischer Schauspieler und Synchronsprecher
- McEntire, John (* 1970), US-amerikanischer Schlagzeuger, Multi-Instrumentalist und Produzent
- McEntire, Pake (* 1953), US-amerikanischer Country-Sänger
- McEntire, Reba (* 1955), US-amerikanische Country-SängerinReba McEntire (* 1955)

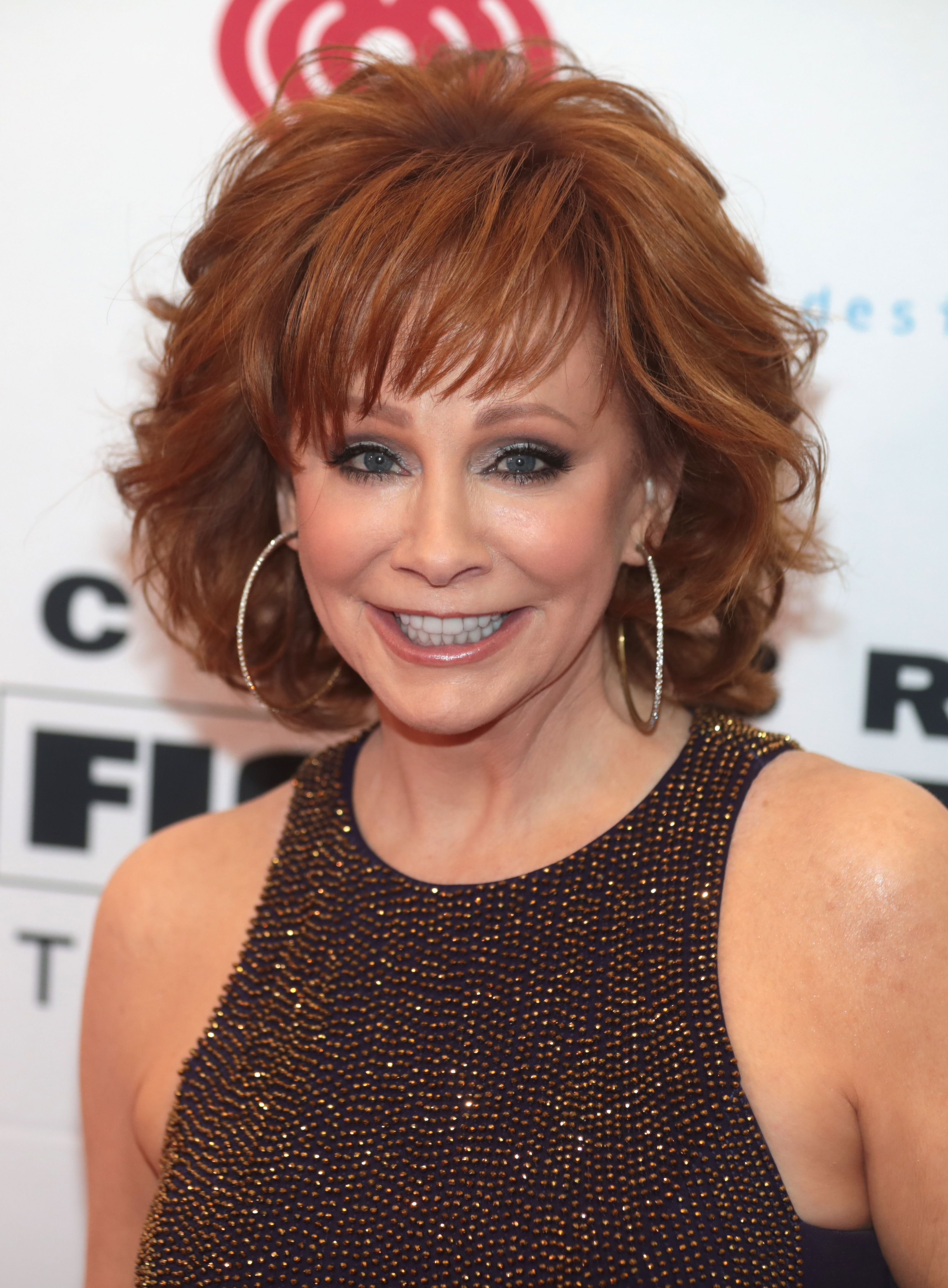
Reba McEntire (* 1955)

- McEntyre, Cameron (* 1999), australischer Speerwerfer

### Mcer
- McErlean, Josh (* 1999), irischer Rallyefahrer

### Mcet
- McEttrick, Michael J. (1848–1921), US-amerikanischer Politiker

### Mceu
- McEuen, Paul (* 1963), US-amerikanischer Physiker
- McEuen, William E. (1941–2020), US-amerikanischer Filmproduzent und Musikproduzent

### Mcev
- McEvay, Fergus Patrick (1852–1911), kanadischer römisch-katholischer Geistlicher und Erzbischof von Toronto
- McEveety, Vincent (1929–2018), US-amerikanischer Film- und Fernsehregisseur sowie Fernsehproduzent
- McEvoy, Andy (1938–1994), irischer Fußballspieler
- McEvoy, Cameron (* 1994), australischer Schwimmer
- McEvoy, Frederick (1907–1951), britisch-australischer Sportler und Playboy
- McEvoy, Johnny (* 1945), irischer Folk-Musiker
- McEvoy, Niall (* 1991), irischer Eishockeyspieler
- McEvoy, Theodore (1904–1991), britischer Offizier der Luftstreitkräfte des Vereinigten Königreichs
- McEvoy, Tom (* 1944), amerikanischer Pokerspieler und Pokerbuch-Autor

### Mcew
- McEwan, Alex (* 1977), australischer Shorttracker
- McEwan, Andrea (* 1978), australische Schauspielerin und Sängerin
- McEwan, Angela (1934–2015), US-amerikanische Schauspielerin
- McEwan, Geraldine (1932–2015), britische Schauspielerin
- McEwan, Gregor (* 1982), deutscher Singer-Songwriter
- McEwan, Hamish, kanadischer Schauspieler und Synchronsprecher
- McEwan, Ian (* 1948), britischer SchriftstellerIan McEwan (* 1948)

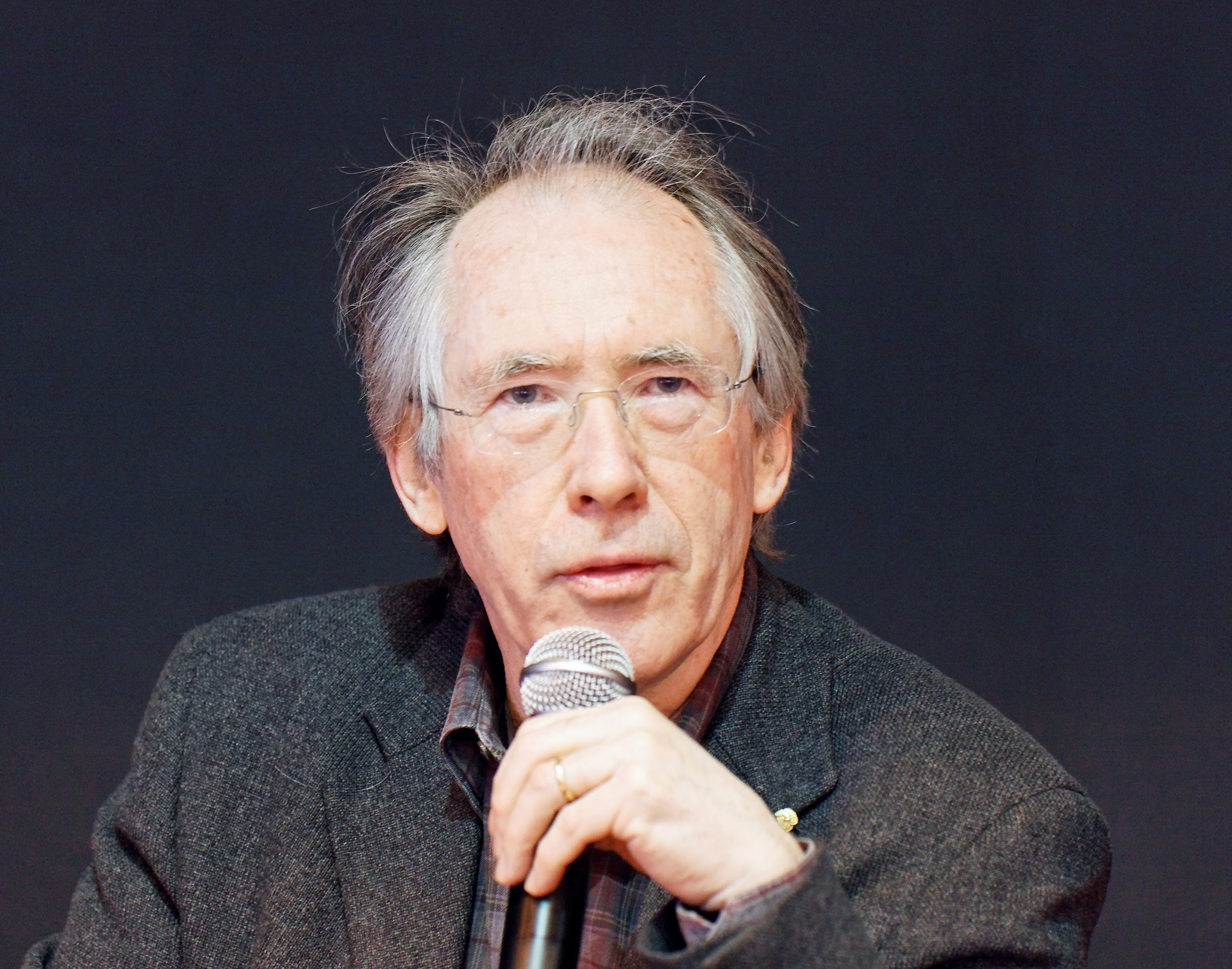
Ian McEwan (* 1948)

- McEwan, James (1952–2014), US-amerikanischer Kanute
- McEwan, Kirsteen (* 1975), schottische Badmintonspielerin
- McEwan, Steve, britischer Komponist und Musiker
- McEwan, Thomas (1854–1926), US-amerikanischer Politiker
- McEwan, Tom (* 1940), britisch-dänischer Schauspieler
- McEwen, Bob (* 1950), US-amerikanischer Politiker
- McEwen, Bruce (1938–2020), US-amerikanischer Neurophysiologe und Neuroendokrinologe
- McEwen, Dawn (* 1980), kanadische Curlerin
- McEwen, Heather (* 1984), kanadische Schauspielerin und Yogalehrerin
- McEwen, Isabelle (* 1954), franko-kanadische Opern- und Theaterregisseurin und Künstlerin
- McEwen, John (1900–1980), australischer Politiker und Premierminister
- McEwen, John (* 1974), US-amerikanischer Hammerwerfer
- McEwen, John Blackwood (1868–1948), schottischer Komponist
- McEwen, Mike (* 1956), kanadischer Eishockeyspieler und -trainer
- McEwen, Robbie (* 1972), australischer RadrennfahrerRobbie McEwen (* 1972)

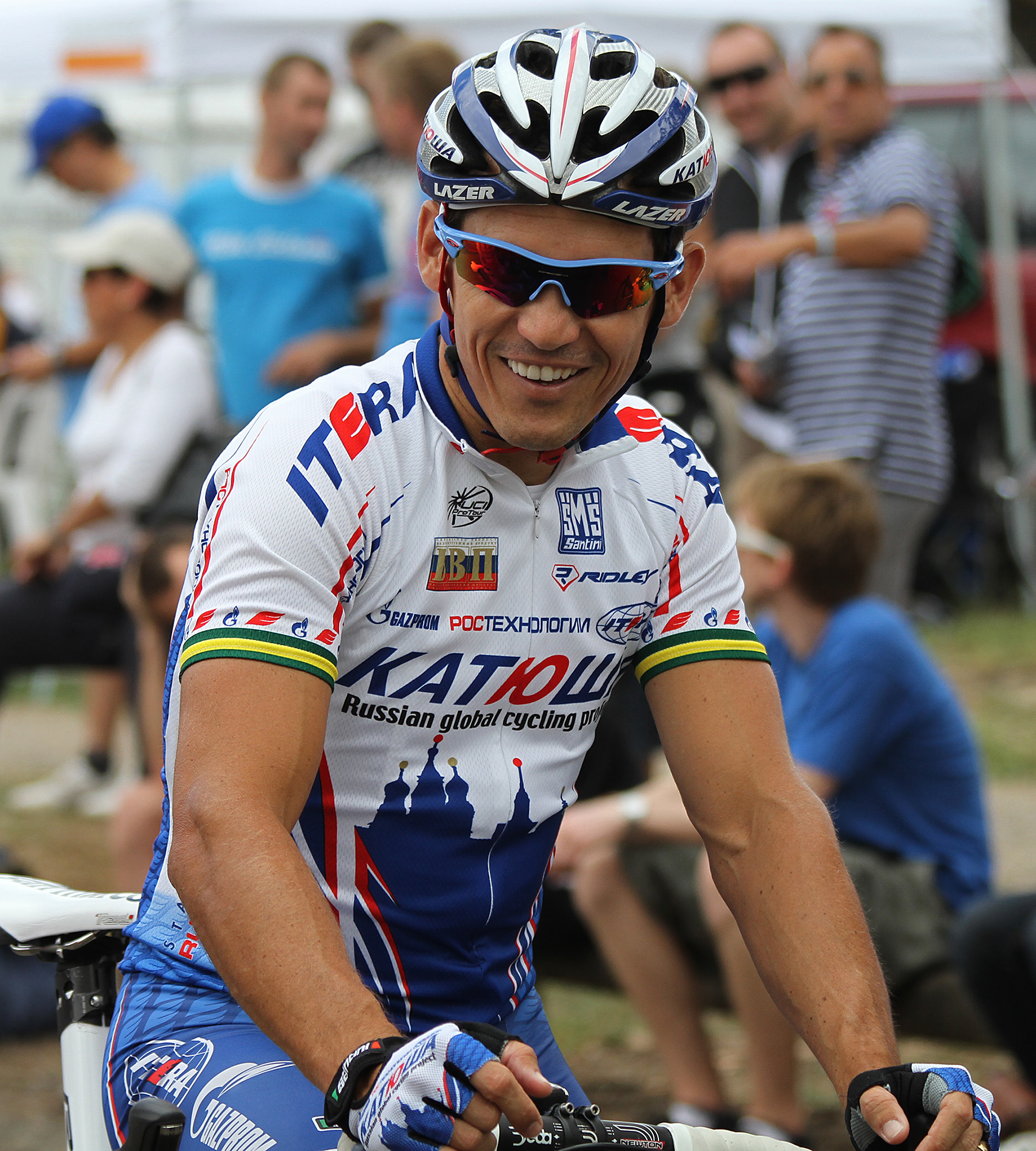
Robbie McEwen (* 1972)

- McEwen, Robert C. (1920–1997), US-amerikanischer Politiker
- McEwen, Rory (1932–1982), schottischer Maler und Folkmusiker
- McEwen, Rosy, britische Schauspielerin
- McEwen, Shelby (* 1996), US-amerikanischer Leichtathlet
- McEwen, Tom (* 1991), britischer Reiterin
- McEwin, Lyell (1897–1988), australischer Politiker (Liberal Party), Präsident des South Australian Legislative Council